# Steve Furniss
Steve Furniss, né le 21 décembre 1952 à Madison (Wisconsin), est un nageur américain.

## Carrière
Steve Furniss participe aux Jeux olympiques d'été de 1972 à Munich et remporte la médaille de bronze dans l'épreuve du 200 m 4 nages.